# Pseudomystus breviceps
Pseudomystus breviceps és una espècie de peix de la família dels bàgrids i de l'ordre dels siluriformes.

## Morfologia
Els mascles poden assolir els 9 cm de longitud total

## Distribució geogràfica
Es troba al nord de Sumatra.